# Nombre d'Iribarren
En dinàmica de fluids, el nombre d'Iribarren o paràmetre d'Iribarren ({\displaystyle Ir} o {\displaystyle \xi }), també conegut com a paràmetre de similitud o escullera de surf, és un paràmetre adimensional usat per modelar diversos efectes de trencar les ones de gravetat de la superfície en platges i estructures costaneres. El paràmetre porta el nom de l'enginyer espanyol Ramón Iribarren Cavanillas (1900-1967), que el va introduir per descriure la forma d'esculleres en platges amb pendent. El nombre d'Iribarren s'usa, entre altres coses, per descriure els tipus d'ones trencants a les platges, les onades, esculleres i dics.

## Definició
El nombre Iribarren es defineix com:
{\displaystyle \xi ={\frac {\tan \alpha }{\sqrt {H/L_{0}}}},}   sent   {\displaystyle L_{0}={\frac {g}{2\pi }}\,T^{2},}
on
- ξ = número d'Iribarren
- α = angle del pendent cap al mar d'una estructura
- H = alçària de l'ona
- L0 = longitud d'ona en aigües profundes
- T = període
- g = acceleració de la gravetat

Depenent de l'aplicació, s'utilitzen diferents definicions d'H i T, per exemple: 
- Per a ones periòdiques, l'alçària de l'ona H0 en aigües profundes o l'alçària de l'ona trencant Hb en la vora de la zona de surf.
- Per ones aleatòries, l'alçària d'ona significativa Hs en un lloc determinat.

## Tipus d'interruptors
El tipus d'ona trencant (vessant, profunda, col·lapsant o sorgint) depèn del nombre d'Iribarren. Segons Battjes (1974), per a ones periòdiques propagant-se en una platja plana, hi ha dues opcions possibles per al número d'Iribarren:
{\displaystyle \xi _{0}={\frac {\tan \alpha }{\sqrt {H_{0}/L_{0}}}}}   o   {\displaystyle \xi _{b}={\frac {\tan \alpha }{\sqrt {H_{b}/L_{0}}}},}
on 
- H0 és l'alçària de l'ona a alta mar, en aigües profundes,
- Hb és el valor de l'alçària de l'ona en el punt de ruptura, on les onades comencen a trencar-se.

Llavors, la dependència dels tipus d'interruptors que fa al nombre d'Iribarren, ja sigui ξ0 o ξb, es aproximadament:
| Tipus d'interruptor   | rang de ξ0     | rang de ξb     |
| --------------------- | -------------- | -------------- |
| Sorgint o col·lapsant | ξ0 > 3,3       | ξb > 2,0       |
| Profund               | 0,5 < ξ0 < 3,3 | 0,4 < ξb < 2,0 |
| Vessant               | ξ0 < 0,5       | ξb < 0,4       |